# Szent Antal Ferences Gimnázium és Kollégium
A Szent Antal Esztergomi Ferences Gimnázium és Kollégium (2024. szeptember 1.  előtt Temesvári Pelbárt Ferences Gimnázium, helyi nevén Franka) az esztergomi Bottyán János utcában, a belvárosában működik a vele egybeépült kolostorral és a Szent Anna ferences templommal.
Az intézményt 1931. szeptember 8-án alapították mariánus ferencesek, még Szent Antal Reálgimnázium néven. Helyén a kolostor már régebb óta működött, ugyanis a ferencesek itt telepedtek le a városban 1222-ben. Az iskolában négy, illetve hatosztályos rendszerben körülbelül 300-an tanulnak. A gimnázium azért viseli Temesvári Pelbárt nevét, mert az atya krakkói tanulmányai befejeztével élete egy részét az esztergomi rendházban töltötte. A szocializmus évei alatt az iskola egyike volt a nyolc egyházi fenntartásban tovább működhető gimnáziumnak.
2008-ban a gimnázium 328 tanulója közül mindössze 49 volt esztergomi (15%). Korábban jellemző volt a gimnáziumra a határon túli diákok magas aránya. 2008-ban 5 külföldi állampolgár tanult a ferenceseknél (3 szlovákiai, 1 ukrajnai és egy svédországi diák).
Az iskola diákjai az ország különböző részeiről érkeznek, illetve jelentős a határon túli tanulók száma. Többek között itt érettségizett:
- Prof. Dr. Berentey György
- Bősze Ádám
- Bubik István
- Dr. Gaál Endre
- Glattfelder Béla
- Hámori Jenő
- Horányi László
- Prof. Dr. Horányi Özséb
- Prof. Dr. Kálmán Alajos
- Dr. Kóka János
- Lajdi Tamás
- Lakatos Benjamin
- Lengyel Zoltán
- Dr. Martos Levente Balázs
- Dr. Mártai István
- Mikolai Vince
- Nádas György
- Palerdi András
- Prof. Dr. Paulin Ferenc
- Pély Barna
- Pindroch Csaba
- Radnai Márk
- Prof. Dr. Schneider Imre
- Dr. Sebestyén József
- Dr. Somorjai Ádám
- Süllei László
- Prof. Dr. Szeidl György
- Velenczey István

2024. szeptember 1-től az iskola ismét Szent Antal Ferences Gimnázium és Kollégium néven működik.

## Külső hivatkozások
- Az iskola honlapja

## Galéria

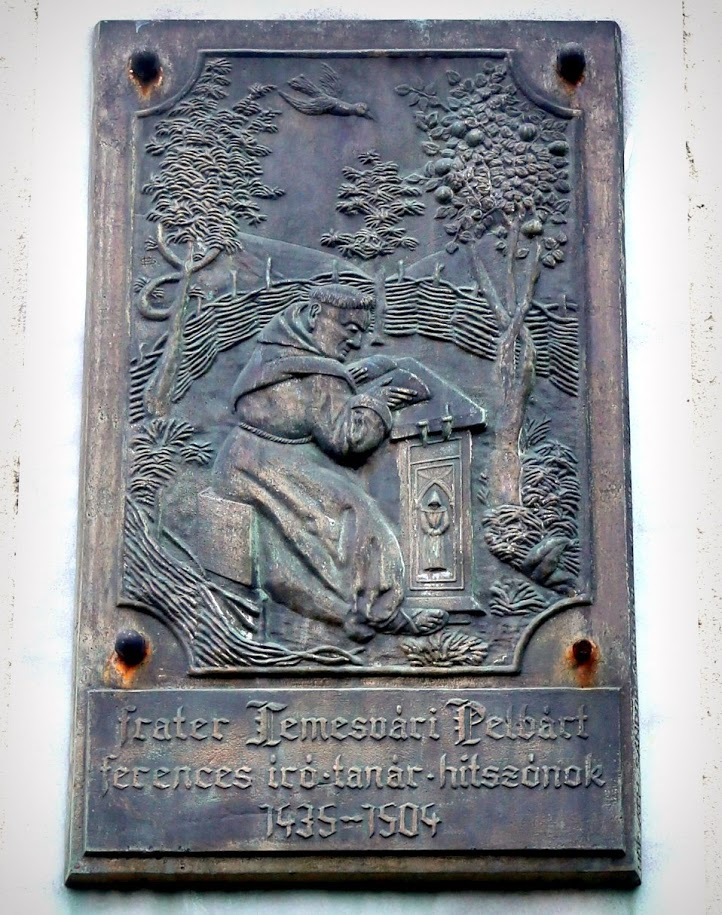
A névadó táblája az iskola külső homlokzatán
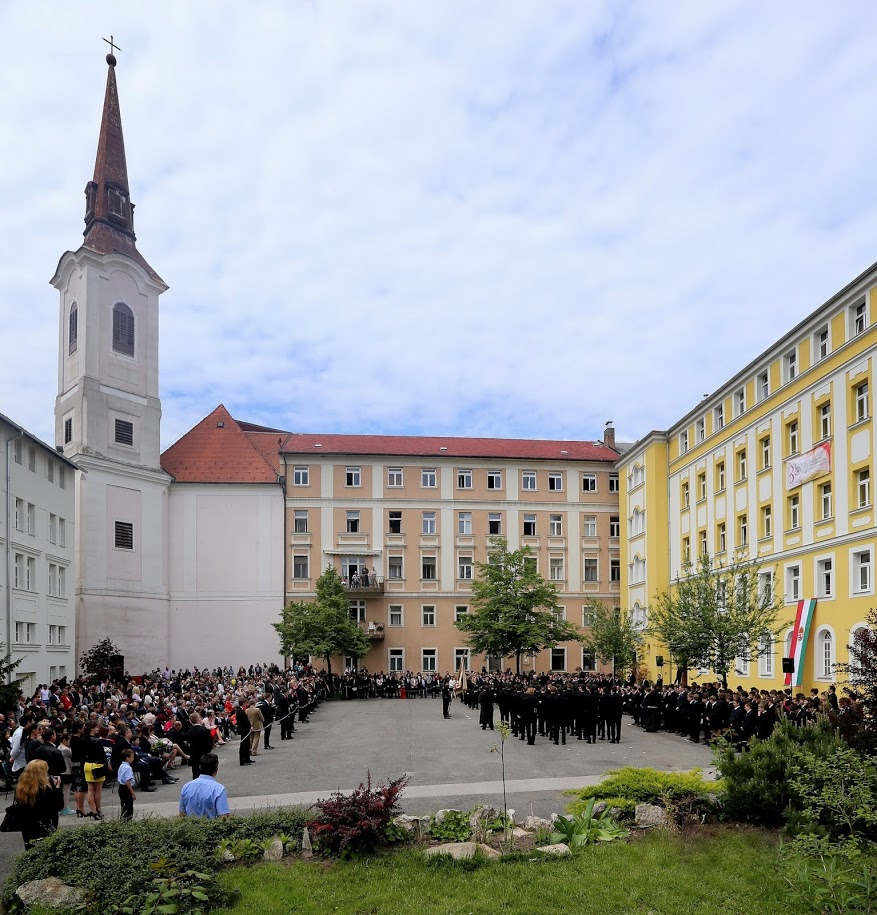
A gimnázium udvara
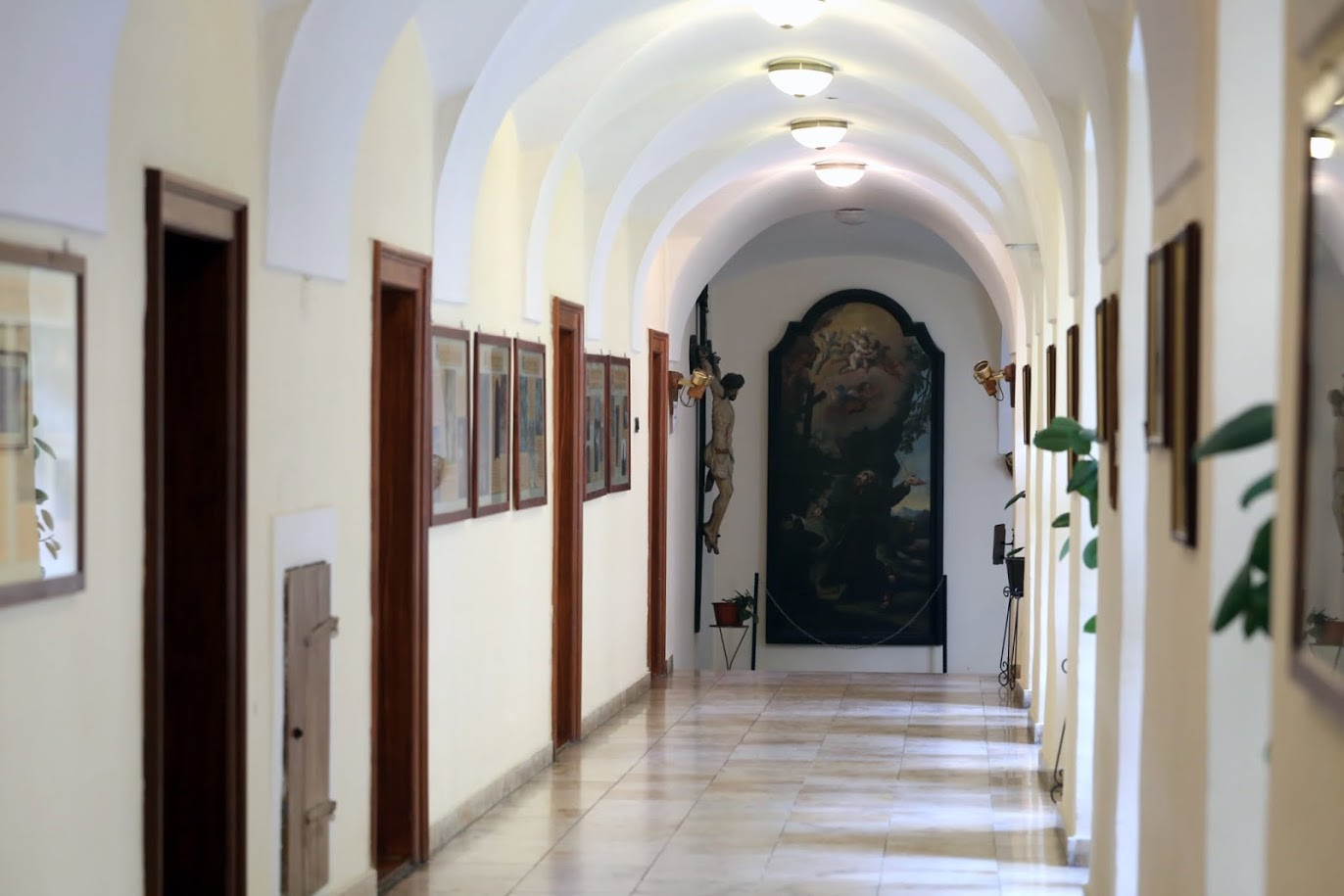
Folyosó
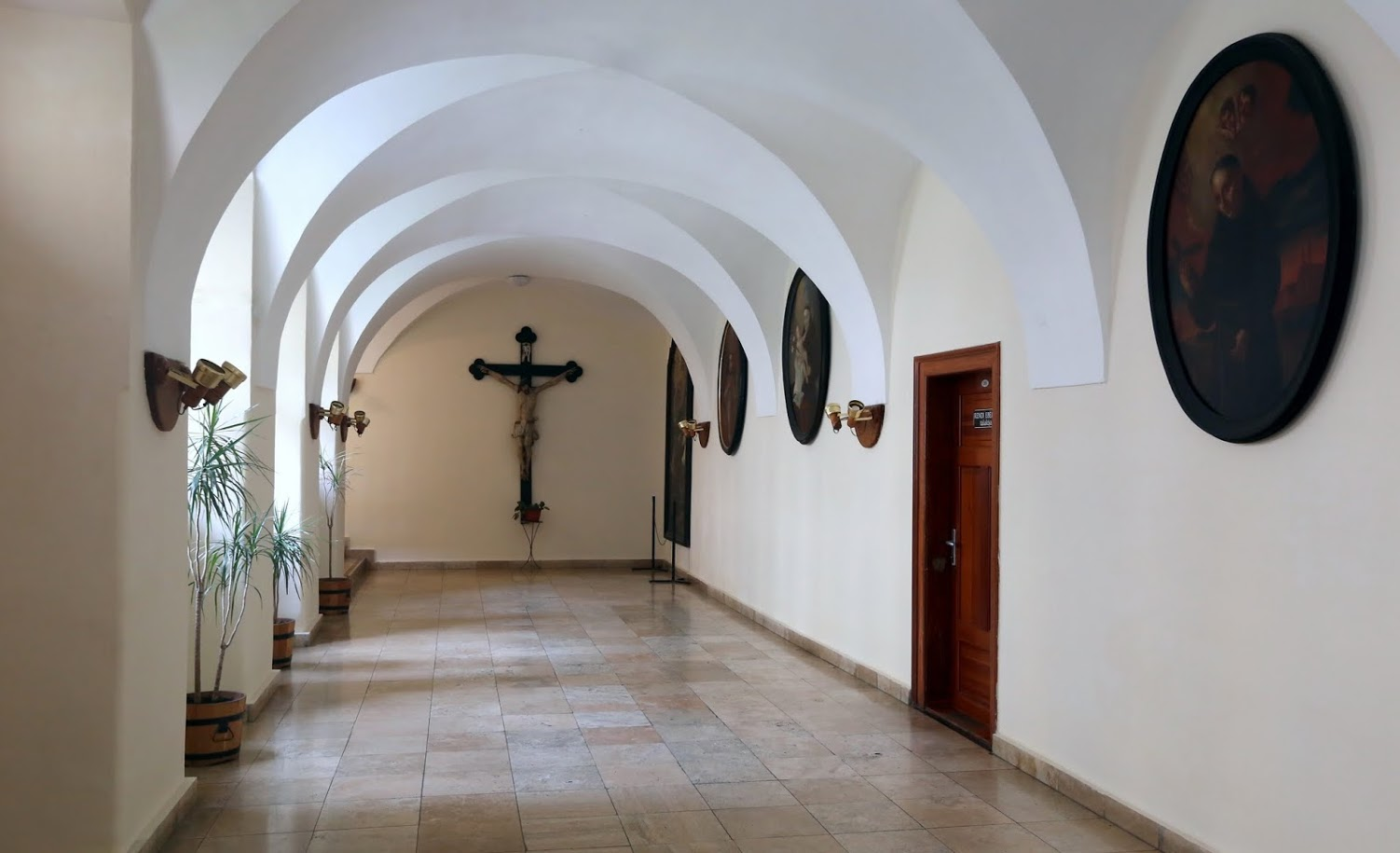
Folyosó
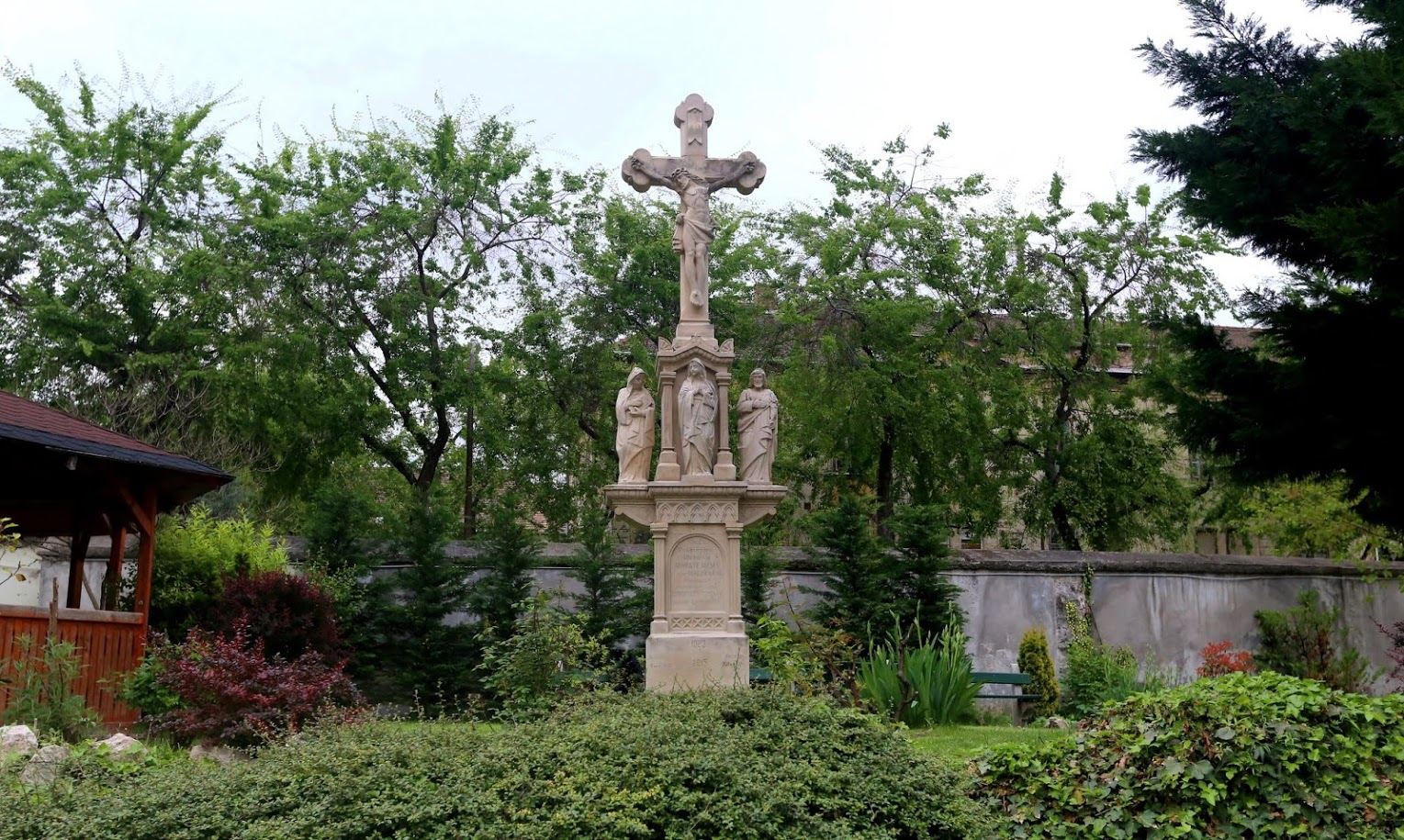
Kő kereszt az udvaron
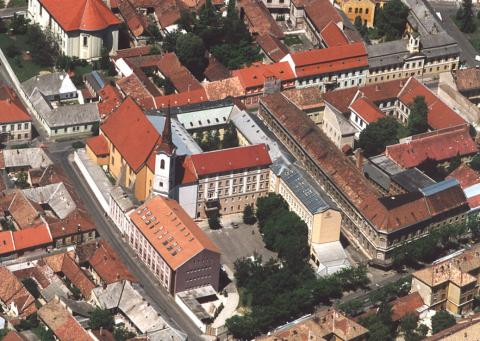
A gimnázium és környéke